# Repubblica Socialista Sovietica Autonoma di Crimea
La Repubblica Socialista Sovietica Autonoma di Crimea (in tataro di Crimea: Qrьm Avtonomjalь Sovet Sotsialist Respublikasь, Qrьm ASSR; in russo Крымская Автономная Советская Социалистическая Республика, Крымская АССР?, Krymskaja Avtonomnaja Sovetskaja Socialističeskaja Respublika, Krymskaja ASSR) è stata una Repubblica autonoma dell'Unione Sovietica all’interno della RSS Russa dalla fine della guerra civile russa al 1945. Fu creata a tutela della locale minoranza tatara rispetto alla maggioranza russa.
Durante la seconda guerra mondiale fu invasa dai tedeschi, che mantennero l'occupazione fino alla riconquista sovietica.
Dopo la riannessione sovietica del territorio, Stalin accusò i tartari di collaborazionismo fascista, deportandoli in massa in Asia e rimpiazzandoli con russi e ucraini. La penisola venne direttamente incorporata dalla Repubblica Socialista Federativa Sovietica Russa, ponendo fine alla RSSA di Crimea sostituita dall’Oblast' di Crimea.